# Baquerín de Campos
Baquerín de Campos is een gemeente in de Spaanse provincie Palencia in de regio Castilië en León met een oppervlakte van 22,11 km². Baquerín de Campos telt 40 inwoners (1 januari 2016).

## Demografische ontwikkeling
Bron: INE, 1857-2011: volkstellingen

## Geboren in Baquerín de Campos
- Franciscus Ferdinandus de Capillas, Spaanse missionaris en zalige